# 孙铂
孙铂（1991年1月22日—），出生于辽宁省大连市，足球运动员。现效力于中国足球甲级联赛球队大连阿尔滨，司职中场 。

## 球员生涯
孙铂早期在大连实德梯队接受足球训练。2005年，14岁的孙铂远走他乡，进入鲁能足校学习。由于他是91年出生的，恰好在89和93两届奥运适龄球员之间，因此得到比赛机会远远少于那些适龄球员。
2009年末，新组建的大连阿尔滨为征战中乙联赛而招兵买马，此时，李明看中了颇有潜力但得不到比赛机会的孙铂。经过协商，山东鲁能泰山最终同意将孙铂租借到大连阿尔滨。在2010年中乙联赛中，孙铂在联赛第5轮之后挤掉了张天翔，成为了球队的主力右边前卫，并在15场比赛中攻入三球。赛季结束后，山东鲁能要求收回孙铂，最后在李明的坚持下，孙铂转会加盟大连阿尔滨。
2011年中国足球甲级联赛第一轮，首发出场的孙铂贡献了一次助攻，但随后因为不冷静的行为被红牌罚下。2011年5月5日，在2011年中国足协杯首轮与深圳红钻的比赛中，孙铂打进转会球队后的第一粒进球。但由于在该赛季球队招入一批有实力的球员，孙铂的出场机会减少，仅代表球队联赛出场14次，没有进球，跟随球队升级到中超联赛。2012赛季，他的上场时间进一步压缩，赛季联赛仅替补出场6次，总出场时间只有56分钟。
2012年底，大连实德被大连阿尔滨收购，如果整合成功，孙铂将会离开球队。孙铂先后前往中甲球队河南建业和石家庄永昌骏豪试训，但最终都未能得到留队合同。而此时中国足协作出限制，大连阿尔滨为原大连实德球员注册时需计入球队的转会名额，受到转会名额的限制，孙铂得以留在大连阿尔滨。2013赛季，他依然只能作为替补球员出战。但在2013年7月31日，他在第70分钟大连阿尔滨1比2落后上海东亚时替补于大宝出场，并在5分钟后射进职业生涯的首个进球，最终帮助球队2比2战平对手。8月3日，他在大连阿尔滨3比0击败武汉卓尔的联赛比赛第80分钟替补于大宝出场，并在伤停补时阶段再次取得进球。8月7日，孙铂在2013年中国足协杯第五轮对阵江苏舜天的比赛第73分钟再次替补于大宝出场，并在第89分钟禁区外远射破门，取得连续三场比赛的第三个进球，帮助大连阿尔滨2比1绝杀对手，首次杀入足协杯半决赛。

## 联赛出场记录
最後更新：2013年11月7日    
| 赛季 | 俱乐部           | 國家 | 联赛     | 出场 | 入球 |
| ---- | ---------------- | ---- | -------- | ---- | ---- |
| 2010 | 大连阿尔滨(租借) | 中国 | 中乙联赛 | 15   | 3    |
| 2011 | 大连阿尔滨       | 中国 | 中甲联赛 | 14   | 0    |
| 2012 | 大连阿尔滨       | 中国 | 中超联赛 | 6    | 0    |
| 2013 | 大连阿尔滨       | 中国 | 中超联赛 | 17   | 2    |